# Diplex moorei
Diplex moorei är en nattsländeart som beskrevs av Martin E. Mosely 1951. Diplex moorei ingår i släktet Diplex och familjen ryssjenattsländor. Inga underarter finns listade i Catalogue of Life.